# Angelica Panganiban
Angelica Charlson (Ciudad Quezón, 4 de noviembre de 1986), conocida profesionalmente como Angelica Panganiban, es una actriz, cantante ocasional y comediante filipina.

## Carrera
Panganiban comenzó su carrera a la edad de seis años cuando apareció en el programa de televisión Love Note. Su primer espectáculo regular fue el programa de variedades orientado a los jóvenes en la década de 1990, Ang TV. Su primera experiencia en el cine ocurrió en la cinta Antipolo Massacre de Carlo J. Caparas. También protagonizó películas como Separada, Sarah ... Ang Munting Prinsesa, Ama, Ina y Anak y obtuvo un galardón a Mejor Actriz Infantil y nominaciones en los Premios FAMAS y PMPC Star Awards.
En 2004 Panganiban realizó su primer papel como actriz madura en la película Santa Santita y obtuvo nominaciones a Mejor Actriz en los Premios FAP Luna, Premios FAMAS y Premios ENPRESS Golden Screen. También es conocida por sus actuaciones dramáticas en la película A Love Story y en series de televisión como Iisa Pa Lamang y Rubi, donde recibió premios y nominaciones a Mejor Actriz y Mejor Actriz de Reparto de la Academia de Cine de Filipinas , ENPRESS Golden Screen Awards y PMPC Star Awards. También protagonizó películas de terror como White Lady, Bulong y Segunda Mano, donde fue reconocida como la Mejor Actriz de Reparto en los Premios FAMAS. En 2011, obtuvo el premio a la Mejor actuación de una actriz en un papel principal (musical o comedia) en la octava entrega de los premios ENPRESS Golden Screen Awards.
Panganiban experimentó un segundo auge en su carrera después de protagonizar la película That Thing Called Tadhana, que le valió su éxito comercial y crítico, especialmente el honor de Mejor Actriz del Festival Cinema One Originals 2014 y en los Premios Gawad Tanglaw XIII. A la edad de 28 años, Panganiban recibió el premio Bert Marcelo Lifetime Achievement Award por la Fundación de Becas Guillermo Mendoza Memorial por sus notables contribuciones a la comedia.

## Vida personal
Panganiban dio a luz a su hija, Amila Sabine Homan, el 20 de septiembre de 2022.